# Lubicz (herb szlachecki)
Lubicz – polski herb szlachecki, noszący zawołania Luba, Lubicz. Wzmiankowany w Księdze brackiej św. Krzysztofa na Arlbergu w Tyrolu, spisanej na przełomie XIV i XV wieku.
Herb występował głównie wśród rodzin osiadłych w ziemi brzeskiej, inowrocławskiej, lubelskiej, łęczyckiej, poznańskiej, sandomierskiej i sieradzkiej. Spośród najbardziej znanych rodów pieczętujących się herbem Lubicz, należy wymienić Tylickich i Żółkiewskich.
Lubicza używa też Jan Żyliński  oraz używali Czesław Miłosz i Stanisław Żółkiewski.

## Opis herbu

### Opis historyczny
Kasper Niesiecki, podając się na dzieła historyczne Bartosza Paprockiego, Szymona Okolskiego i Marcina Bielskiego, opisuje herb:

Ma być podkowa jak w Dąbrowie albo Pobogu ułożona, z dwiema krzyżami, z których jeden, na wierzchu podkowy, drugi we środku jej, pole powinno być błękitne, krzyże białe, na hełmie trzy pióra strusie.

### Opis współczesny
Opis skonstruowany współcześnie brzmi następująco:
Na tarczy w polu błękitnym, podkowa srebrna ocelami w dół skierowana. W środku jej srebrny krzyż kawalerski, takiż drugi na barku podkowy zaćwieczony.
W klejnocie trzy pióra strusie.
Labry herbowe błękitne, podbite srebrem.

## Geneza

### Najwcześniejsze wzmianki
Wizerunek herbu Lubicz rozpoznany został na kilku średniowiecznych pieczęciach, zachowanych do dziś. Najstarsza pieczęć pochodzi z 1348 roku i należała do Przedbora, starosty kujawskiego. Kolejna pieczęć pochodzi z 1438 roku i należy do Pawła z Grąbczewa, kanonika płockiego.
Nazwę Lubicz nosiła dawniej rzeka, która obecnie nazywa się Drwęca.

### Dodatkowe informacje
Według opinii niektórych heraldyków, herb Lubicz mógł wyewoluować z dodania do herbu Podkowa (nieużywanego już osobno do XIX w., przypominającego herb Podkowa) dwóch krzyży.

### Legenda
Legenda herbowa mówi, że nad tą rzeką w roku 1190 doszło do potyczki rycerstwa mazowieckiego z Prusami. Za odwagę oraz szczególne zasługi bitewne (pojmanie nieprzyjacielskiego wodza) jeden z rycerzy herbu Pobóg otrzymał herb własny o nazwie rzeki. Stąd herb Lubicz wywodzi się od herbu Pobóg.

## Herbowni

### Lista Tadeusza Gajla
Lista herbownych w artykule sporządzona została na podstawie wiarygodnych źródeł, zwłaszcza klasycznych i współczesnych herbarzy. Należy jednak zwrócić uwagę na częste zjawisko przypisywania rodom szlacheckim niewłaściwych herbów, szczególnie nasilone w czasie legitymacji szlachectwa przed zaborczymi heroldiami, co zostało następnie utrwalone w wydawanych kolejno herbarzach. Identyczność nazwiska nie musi oznaczać przynależności do danego rodu herbowego. Przynależność taką mogą bezspornie ustalić wyłącznie badania genealogiczne.
Pełna lista herbownych nie jest dziś możliwa do odtworzenia, także ze względu na zniszczenie i zaginięcie wielu akt i dokumentów w czasie II wojny światowej (m.in. w czasie powstania warszawskiego w 1944 spłonęło ponad 90% zasobu Archiwum Głównego w Warszawie, gdzie przechowywana była większość dokumentów staropolskich). Lista nazwisk znajdująca się w artykule pochodzi z Herbarza polskiego, Tadeusza Gajla (1244 nazwisk). Występowanie na liście nazwiska nie musi oznaczać, że konkretna rodzina pieczętowała się herbem Lubicz. Często te same nazwiska są własnością wielu rodzin reprezentujących wszystkie stany dawnej Rzeczypospolitej, tj. chłopów, mieszczan, szlachtę. Jest to jednakże dotychczas najpełniejsza lista herbownych, uzupełniana ciągle przez autora przy kolejnych wydaniach Herbarza. Tadeusz Gajl wymienia następujące nazwiska uprawnionych do używania herbu Lubicz:
|  | Abiałek, Abrahamowicz, Abramowicz, Adamowicz, Algiminowicz, Algminowicz, Anczewski, Andrzejkowicz, Arcemberski, Arynek, Arynka. Babecki, Baczewski, Bagieński, Baginowicz, Bagiński, Bajkowski, Bajużewicz, Bakaliński, Bakanowski, Balcewicz, Barcicki, Barcikowski, Barczykowski, Bartka, Bartkowski, Bartosiewicz, Baykowski, Bażewicz, Bednarski, Bedoński, Beduński, Bejdo, Bekanowski, Berdowski, Bernacki, Białobłocki, Białochowski, Białoskórski, Białowieski, Białynowicz, Białyński, Biecz, Bieganowski, Bielewski, Bieluński, Biełowiejski, Biernacki, Biesiekierski, Bledzewski, Bledziewicz, Bledziewski, Bloduch, Bloducho, Błędzewski, Błoński, Bobakowski, Bobrowski, Bochanowicz, Bocianowski, Bogdanowicz, Bogusław, Bohanowicz, Bohdanowicz, Bohusław, Bolanowski, Bolecki, Bolęcki, Borchowski, Borkowski, Borowski, Bortkiewicz, Boruta, Borzechowski, Borzestowski, Borzewski, Borzymowski, Bożewicz, Bożopolski, Bożyczko, Brajczewski, Brettonier, Brochowski, Brudnicki, Brykczyński, Brzezieński, Brzezina, Brzeziński, Brzoski, Brzowski, Brzozowski, Brzóski, Brzumieński, Brzumiński, Buczyński, Buderadzki, Buderaski, Budny, Budrewicz, Budzisław, Budziszewski, Bukanowski, Bułanowicz, Burbekl, Burczyński, Burnejko, Burnicki, Burniewicz, Burzeński, Burzymowski. Chaborski, Chabowski, Chechlewski, Chechłowski, Chełchowski, Chełmowski, Chełtowski, Chibowski, Chilkiewicz, Chirski, Chlebowicz, Chłapowski, Chmielecki, Chochłowski, Chodynicki, Chojecki, Chojnowicz, Chojnowski, Chołchowski, Chomontowski, Choromański, Chorostecki, Choscki, Chotolski, Choynowski, Chrabłowski, Chrabołowski, Chramiec, Chromiański, Chromiński, Chrostowski, Chruszcz, Chrzczonowski, Chrzozonowski, Chybowski, Chybski, Chylkowski, Ciborski, Cichocki, Cichowski, Ciecierski, Cieciorski, Cielemecki, Cielemęcki, Cierpiński, Cierzpięta, Cierżpięta, Ciesielski, Cieślicki, Cieśliński, Ciężadłowski, Czaplicki, Czapski, Czartoryski, Czasławski, Czechowicz, Czerepiński, Czerniewicz, Czerwiński, Czerwonka, Częstuniewski, Czuprynowski, Czyrwiński, Czyżewski. Daniłowski, Dariusz, Darkszewicz, Daukszewicz, Dawidowicz, Dąbek, Dąbkowski, Dąbrowski, Derbut, Dernałowicz, Djakowski, Długokęcki, Dłuski, Dobkiewicz, Dobożyński, Dobrzański, Dobrzewiński, Dobrzyjałowski, Dobużyński, Doch, Dolner, Dołunek, Domalewski, Domaniecki, Domaniewski, Domanowski, Doria, Dowejko, Doweyko, Dowiat, Dowiatt, Dowtart, Dowtort, Drawdzik, Droniewicz, Drowdwiłło, Dryzdela, Drzewicki, Drzewiecki, Dubrowski, Durwoniszko, Durwonizski, Dyrwoniski, Dzierzeński, Dzierża, Dzierżeński, Dzierżyc, Dzieżyc, Dzięgielewski. Elzbut. Fedko, Fedkowicz, Filicki, Formulewicz. Gałęski, Ganiewski, Garbolewski, Gaudesz, Gawdesz, Gdowski, Gerkow, Gerkowski, Gibiński, Giecewicz, Gieczewicz, Gierałtowski, Gierczewski, Gierczyński, Gierkowski, Gierwatowski, Giewartowski, Glaczyński, Gliński, Głaczyński, Gławzdanowicz, Głębocki, Głowczewski, Główczewski, Głuszecki, Godlewski, Godwojsz, Gogol, Gojsiewski, Gojziewski, Gojżewski, Golmin, Golszański, Golwetowicz, Golwielewicz, Gołkowski, Gołwietowicz, Goniprowski, Gorczycki, Goreczkowski, Gorodecki, Gorzeskot, Gorzeskut, Gorzyszkot, Gostkowski, Gostyński, Goszczycki, Gościcki, Goślicki, Goślinowski, Gośliński, Gotowacz, Góreczkowski, Górski, Grabianowski, Grabowski, Grachowski, Gradowski, Graziewicz, Grażewicz, Grąbczewski, Grechorowicz, Greffen, Gregorowicz, Grochowski, Grodecki, Grodzicki, Grodziecki, Gromnicki, Gruszczewski, Gruszecki, Gruszedzki, Gruszewski, Gruszkowski, Gruziewski, Grużecki, Grużewski, Grygorowicz, Gryniewicz, Gryszedski, Gulecki, Gumkowski, Gurski, Guszkowski, Gutkowski, Guzewski, Guzowski, Gużewski. Haborski, Harynek, Hegliński, Herdman, Herman, Hlebowicz, Hławzdanowicz, Hohoł, Holszański, Hołowacz, Hołowka, Hołówka, Hołówko, Horodecki, Horodyski, Horomański, Horomatski, Horybat, Hostyński, Hovenburg, Hrehorowicz, Hryhorowicz, Hryncewicz, Hryniewicz, Huryn, Hurynowicz, Hutkowski, Hybowski. Idźkowski, Ilcewicz, Ipacewicz, Ipatowicz. Jacewicz, Jackowski, Jagniątkowski, Jagowd, Jagowdowicz, Jakowicki, Jakubowski, Jałoza, Janczewski, Janikowski, Janiszkiewicz, Jankowski, Januszewicz, Januszkiewicz, Januszkowicz, Jarnuszkiewicz, Jarochowski, Jaruszewicz, Jassowicz, Jastrzębski, Jaszowski, Jawornicki, Jaworowski, Jazdowski, Jegliński, Jelski, Jewnicki, Jędrzejowicz, Jucewicz, Jundził, Jundziłł, Jurcewicz, Jurewicz, Jurjewicz, Jurkiewicz, Juszczyński. Kabrytt, Kalenkowski, Kalinkowski, Kalinowski, Kaliski, Karwasiecki, Karwosiecki, Kasperowicz, Kawiecki, Kącki, Kątski, Kęcki, Kieniowski, Kierekes, Kierekesz, Kiewnarski, Kijewski, Kijowski, Kirkiłło, Klisz, Kliszkiewicz, Kłokocki, Kłopot, Kłosieński, Kłosiński, Kłusiński, Kłysz, Kobliński, Kobylański, Kobyleński, Kobyliński, Kochański, Koczanowski, Koczmierowski, Koczowski, Koćmierowski, Kokoszczyński, Kokoszyński, Komaski, Konarski, Konopka, Kopacki, Kopiński, Kopyszyński, Kordaszewicz, Kormański, Korzun, Kosmiński, Kostiuszko, Kostomłocki, Kostomołocki, Kosyszyński, Koszarski, Koszybski, Kośmierski, Kośmiński, Kotkiewicz, Kozacki, Kozarski, Kozarzewski, Kozerski, Kozicki, Kozielski, Koziński, Kozirski, Kozłowiecki, Kozłowski, Kozyrski, Koźmiński, Koźmirski, Koźniński, Kożycki, Krasowski, Krassowski, Krosnowski, Krośnicki, Krupowicz, Krupowies, Kryski, Krzecz, Krzeczkowski, Krzeczowski, Krzesimowski, Krzesiński, Krzycki, Krzyczewski, Krzyczkowski, Krzyniecki, Krzyszkowski, Krzywicki, Krzywonoski, Krzywonowski, Księżopolski, Kubiński, Kucharski, Kukla, Kukliński, Kuleń, Kulicki, Kulniow, Kulnow, Kulpowicz, Kułna-Sławeński, Kumaniecki, Kunicki, Kunisz, Kuprewicz, Kurawski, Kurowicki, Kurowski, Kuwiczyński, Kuziemski, Kuźma, Kuźmiński, Kuźnicki. Latkowski, Lega, Lejko, Lekowski, Lelewski, Lelowski, Lemieszewski, Lemieszowski, Lenkowski, Leonowicz, Leparski, Lesczyński, Lesiewicz, Leuz, Lewicki, Leyko, Ligęza, Ligowski, Lilejko, Lipiński, Lipnicki, Lipski, Lisowski, Lissowski, Listopacki, Lityński, Lopieński, Luba, Lubek, Luberski, Lubianiec, Lubiański, Lubichlerski, Lubicz, Lubiczankowski, Lubieniec, Lubieślerski, Lubiński, Lubowicki, Lubowicz, Lubowidzki, Lubsiński, Ludzicki, Ludziski, Lugajło, Lutoborski, Lutowicz, Luzecki, Lużecki, Lyskowski. Łakiewicz, Łakowicz, Łapa, Łapiński, Łappa, Łazowski, Łazowy, Łaź, Łążyński, Łękowski, Łomżyński, Łopacieński, Łopaciński, Łopacki, Łopieński, Łopiński, Łosiński, Łoskowski, Łoszewski, Łoszowski, Łowczyński, Łozicki, Łoziński, Łozowicki, Łozwicki, Łuba, Łubczyk, Łubek, Łubieniec, Łubieński, Łubiński, Łubowicz, Ługajło, Ługowski, Łukawski, Łutowicz, Łuzecki, Łużecki, Łużeński, Łużyński, Łysakowski. Mackiewicz, Mackun, Maczkuciewicz, Majkowski, Makowiecki, Malczewski, Mankiewicz, Mankowicz, Mankutewicz, Mańkiewicz, Marchewka, Markiewicz, Maszczybrodzki, Maszewski, Maszowski, Maścibrodzki, Matusiewicz, Maykowski, Mayzner, Mażejko, Mąkiewicz, Mąkowiecki, Meisner, Meissner, Mejnartowicz, Mejsner, Meynartowicz, Meysner, Mętowski, Michaelis, Michałowski, Mickaniewicz, Mickaniewski, Miecznikowski, Mieczyk, Mieczykał, Miedecki, Mierzejewski, Mierzejowski, Mierzyński, Mieszkowicz, Migiewicz, Mikutowicz, Milatycki, Milewski, Milkiewicz, Milkowicz, Miłosz, Minczewski, Misbacki, Miszczyk, Miszejko, Miszewski, Misztolt, Misztołt, Misztowt, Miśliński, Miżutowicz, Młodyński, Mnichowski, Mniszewski, Mogilnicki, Mokicz, Moniuszko, Monko, Monsiewicz, Montowicz, Montowt, Montwid, Montwit, Mońko, Moskiewicz, Mostwiło, Mozejko, Mozeyko, Możejko, Mroczkowski, Murzyn, Murzynowicz, Murzynowski, Myszejko, Myszeyko, Myślecki, Myślęcki. Nabiałko, Naborowski, Nagrodzki, Narejko, Narejkowicz, Nawrocki, Nekraszewicz, Nencha, Nencki, Netrebski, Niebiełowicz, Nieborski, Niebowski, Niebyłowski, Niekraszewicz, Nieliński, Nieliski, Nieluba, Nieławicki, Nieławski, Nieszkoć, Nieszokoć, Nieświastowski, Nietrebski, Niewiadomski, Niewiardowski, Niewiarowski, Niewierowski, Niewodowski, Niezabitowski, Niezabytowski, Niński, Nitowski, Niwiński, Norejko, Norejkowicz, Noreyko, Norwił, Norwiłło, Norwiło, Nosarzewski, Nosarzowski, Nowacki, Nowicki, Nowowiejski, Nowowieski. Obertowski, Obniski, Obrąpalski, Obrępalski, Obrompalski, Ojrzeński, Ojrzyński, Okraszewski, Olechowicki, Olesiński, Oleszyński, Olszewski, Ołowka, Onichimowski, Oniechimowski, Opulski, Orłowicz, Orłowski, Orzechowski, Orzeński, Orzęski, Orzyński, Osicki, Osiecimski, Osiejowski, Osielski, Oskowski, Osmienicki, Ossowski, Ostrouch, Oszkowski, Oszmiański, Owadowski, Owczarski, Owsianko, Owsiejenko, Oyrzyński, Oziewicz, Ożewicz, Ożyński. Pacewicz, Pachowski, Pacowski, Paczkowski, Pagiński, Pakowicki, Papłoński, Papowski, Parulicki, Parulski, Patkowski, Paulitz, Pawłowski, Pączkowski, Peliski, Pełczycki, Perczyński, Perzanowski, Piadlewski, Piączyński, Piądziewski, Piczek, Piczkowski, Piechotka, Pieczkowski, Piejewski, Piekut, Piekutowski, Pieliski, Pieńczykowski, Pieszka, Pieszko, Pieszkowski, Pietkowicz, Pietraszko, Pietraszkowicz, Piński, Piotrowicz, Pisanka, Pisanko, Piszczatowski, Plejewski, Pluszcz, Pluszczewski, Pluszczowski, Pluszkowski, Pluśniak, Pluta, Płaszczyński, Płazowski, Płodowski, Płoszczewski, Płudowski, Płuszczewski, Pogorzelski, Pokrzywnicki, Pokrzywski, Polański, Polencz, Ponikowski, Popieński, Popiński, Popłoński, Portowski, Posudowicz, Posułowicz, Poszliński, Potapowicz, Potocki, Prostek, Prostyński, Proszczeński, Proszeński, Proszkowski, Proszyński, Prószkowski, Prószyński, Pruszyński, Przanowski, Przeborowski, Przedwojewski, Przegaliński, Przybysławski, Przydoba, Przyłuski, Przytulski, Ptak, Punikiewski, Punikowski, Pużewicz. Rabaszowski, Raczeński, Raczewski, Raczyński, Radochoński, Radochowski, Radohowski, Radwiłłowicz, Radwiłowicz, Radzimiński, Radzimski, Radziszewski, Radziwiłłowicz, Radziwiłowicz, Radzki, Radzymiński, Rajuńć, Rakowski, Rapacki, Ratyński, Rauschke, Rawłuszkiewicz, Rąbalski, Rąbelski, Rebieleński, Rech, Redko, Redzimiński, Rejczyński, Rembalski, Rembeliński, Rembieliński, Rewieński, Rewiński, Reyczyński, Rębalski, Rębieliński, Robaszewicz, Robaszewski, Roder, Rodowicz, Rodziwiłowicz, Rokicki, Roksenicz, Roksewicz, Roksiewicz, Romanowicz, Romansewicz, Romaszkiewicz, Roszczewski, Rowicki, Rożycki, Różycki, Rudnicki, Rudowicz, Ruksza, Ruszkowski, Rużycki, Rychlig, Rychlik, Rylewicz, Rymkiewicz, Rynkszelewski, Rynkszylewski, Rytel, Ryttel, Rzepecki, Rzewuski, Rzuchowski. Sadliński, Sadowski, Saliszrowski, Samborski, Samek, Samko, Sammek, Samnicki, Sapieszko, Sarnecki, Sawicki, Sawnor, Sądowski, Sczucki, Seferowicz, Sejbut-Romanowicz, Selski, Serbey, Serbiey, Serek, Serkowski, Serwiński, Sędzicki, Sidorowicz, Sieklicki, Sielatycki, Sielewicz, Sielicki, Sieliski, Sielnicki, Sielski, Siemieński, Siemiński, Sienicki, Sierakowski, Sierbiej, Sierchowski, Sierka, Sierko, Sierkowski, Sierkuciejewski, Sierkuczewski, Sierski, Siewruk, Silpniewski, Sirotowicz, Sirski, Siuciłło, Skawiński, Skiwski, Skokowski, Skolimowski, Skołdycki, Skrzynecki, Skrzynicki, Skrzyniecki, Skulimowski, Sławiński, Słotyło, Smolakiewicz, Smoszewski, Smuszewski, Sobański, Songajło, Sordakowski, Spendowski, Spędowski, Stacewicz, Stalrowski, Stambrowski, Stangur, Stanowski, Stawecki, Stawicki, Stawięcki, Stawirowski, Stawiski, Stawski, Stefankiewicz, Stogniew, Stojanowski, Storymowicz, Stowerowski, Strecki, Stroniawski, Stroniewski, Strudziński, Strugiewicz, Struginowicz, Strungur, Stryjec, Strzałkowski, Strzemecki, Strzemeski, Strzeszewski, Stulgiński, Stulpin, Stumbrewicz, Stungiewicz, Stunginowicz, Stungur, Stypułkowski, Styrpejko, Suchodolski, Suchorski, Sudziłowski, Sulimierski, Sulimirski, Sulistrowski, Supiński, Surynt, Suski, Syratowicz, Syrpowicz, Syrtowicz, Syrtowt, Syrutowicz, Szadliński, Szafrański, Szantar, Szapko, Szawrowski, Szczefanowicz, Szczucki, Szczutowski, Szczyppa, Szeląga, Szeleszczyński, Szelicki, Szeliski, Szemborski, Szerenkowski, Szernowicz, Szerokowski, Szerypp, Szmatowicz, Szołayd, Szomowski, Szopowski, Szpakowski, Szretter, Sztrem, Szulmiński, Szumborski, Szuszkiewicz, Szwańsko, Szydłowski, Szymanowski, Szymborski, Szymko, Szymoński. Śmichowski, Śmiechowski, Śniechowski, Świątkowski, Świderski, Świetlikowski, Świński, Świrski. Talko, Tarasiewicz, Tarasow, Targowski, Tarszeński, Tarulewicz, Trojan, Tropiański, Trzemeski, Tulcewicz, Tupalski, Tupica, Tybiszewski, Tyborowski, Tylicki, Tyszkiewicz. Udrzyński, Ujazdowski, Ukryń, Unikowski, Uszycki, Uszyński, Uściński, Uzłowski. Wadołowski, Walentynowicz, Wardęski, Waszkiewicz, Waśniewski, Waśniowski, Wądołkowski, Wądołowski, Wągl, Wąglowa, Wersocki, Węgrzecki, Widlicki, Wielicki, Wielpiszewski, Wierzbicki, Wierzbowski, Wierzuchowski, Wieszczycki, Wilbik, Wilkowski, Wilpiszewski, Wincza, Wisigiert, Wiszniewski, Witowski, Wittiński, Wizgierd, Wizgiert, Włochowicz, Wodlicki, Wojchowski, Wojciechowski, Wojdowski, Wojnarowicz, Wojtasz, Wojtkiewicz, Wojtkowski, Wojtkuński, Wolański, Woliński, Wolski, Wołoczyński, Wołuński, Wołyncewicz, Wołyński, Worłowski, Woroniec, Woroński, Wortkowski, Wroczeński, Wroczyński, Wroński, Wrotnowski, Wróblewski, Wyczałkowski, Wyczołkowski, Wyganiecki, Wygrażewski, Wygrążewski, Wyperski, Wyrzykowski, Wysocki. Zabłocki, Zaborski, Zacherski, Zachorski, Zadykiewicz, Zadykowicz, Zagorzyczowski, Zagrzewski, Zahorski, Zakrzewski, Zaleski, Zalewski, Zalęski, Zaliwski, Załęski, Załuska, Załuski, Zaniewski, Zaorski, Zapasiewicz, Zapaśnik, Zator, Zborzyński, Zbudzki, Zbysław, Zdzański, Zdzeński, Zdziański, Zdziechowski, Zdzieński, Zegadłowicz, Zembowski, Zembrowski, Zgodziński, Zieliński, Zielonka, Zielonko, Zielonkowski, Zięcint, Zięć, Zlasnowski, Znaniecki, Znawiecki, Zołciński, Zołczyński, Zorzewski, Zwycewicz, Zydowicz, Zygadłowicz, Zylewicz. Żabiński, Żakowski, Żebracki, Żejc, Żeromski, Żewacki, Żewocki, Żochiewski, Żochowski, Żołciński, Żołczyński, Żołkiewski, Żołkowski, Żorzewski, Żółciński, Żółkiewski, Żółkowski, Żudycki, Żułciński, Żydanowicz, Żydowa, Żydowicz, Żydowo, Żygadło, Żylewicz, Żylicz, Żyliński, Żyrmont, Żytkiewicz Tadeusz Gajl, Herbarz Polski |

### Pozostałe nazwiska
Spośród nazwisk nie figurujących na liście Tadeusza Gajla należy wymienić nazwisko Wojtowicz (Woytowicz), które autor podaje bez przypisania przynależności herbowej.
Bartosz Paprocki w swoim zbiorze z 1584 roku wymienia też nazwisko Hodyn (Hodyń) należące do rodziny posługującej się herbem Lubicz.
Sławomir Górzyński wymienia też nazwisko „Graffen”, należące do rodziny nobilitowanej do herbu Lubicz w 1790 roku.
Jury Łyczkowski, na swojej stronie dotyczącej heraldyki, wspomina również o nazwiskach; Bajka, Bakinowski, Bernatowicz, Biełynowicz, Boreysza, Borsuk, Hruszecki, Jaworski, Monkiewicz, Możański, Samowicz, Szędzikowski, Ułasiewicz, Użynowicz, Wiński, Woyciechowski, Woytkiewicz, Żabyko i Żondłowski .
Prof. dr hab. nauk humanistycznych, profesor Lingwistyki w Warszawie, Leonarda Dacewicz, która poświęciła m.in. nazwisku Łubicz swoją uwagę w pracy pt. "Sposoby identyfikacji szlachty w XVI wiecznej ziemi bielskiej" wskazuje na fakt, że nazwisko to wyewoluowało od herbu Lubicz, a konkretnie od jego potocznej nazwy Łuba. Pierwotnie funkcjonuje w takiej formie (Łuba), z czasem w wiekach XV i XVI uległo stopniowej modyfikacji poprzez stosowanie przyrostka -icz. (oznaczającego przynależność) - Łubicz. W spisie ziemian bielskich z roku 1528 występuje Martin ŁUBICZ. Ponadto dr.hab. Piotr Złotkowski z Instytutu Filologii Słowiańskiej w Lublinie, zaznacza  że  w XVII wieku, kiedy nazwiska szlachty wciąż się kształtowały (zaledwie 15% miało przyrostek odmiejscowy -ski ) nazwisko Łubicz ulega dalszej modyfikacji przyjmując formę Łubik oraz wymienia osoby szlachetnie urodzone o tym nazwisku.

## Występowanie w heraldyce terytorialnej
Gminy lub miasta, których herby nawiązują do herbu Lubicz:
- Łapy
- Jedwabne
- Bielsk Podlaski
- Szumowo
- Czerwin
- Stara Biała
- Regimin
- Szydłowo
- Leszno (woj. mazowieckie)
- Międzyrzec Podlaski
- Międzyrzec Podlaski (gmina wiejska)
- Żółkiewka
- Sadkowice
- Nowe Ostrowy

## Odmiany
| Odmiany herbu Lubicz | Odmiany arystokratyczne herbu Lubicz | Herby uznawane za odmiany tylko przez pojedynczych heraldyków |  |

## Galeria

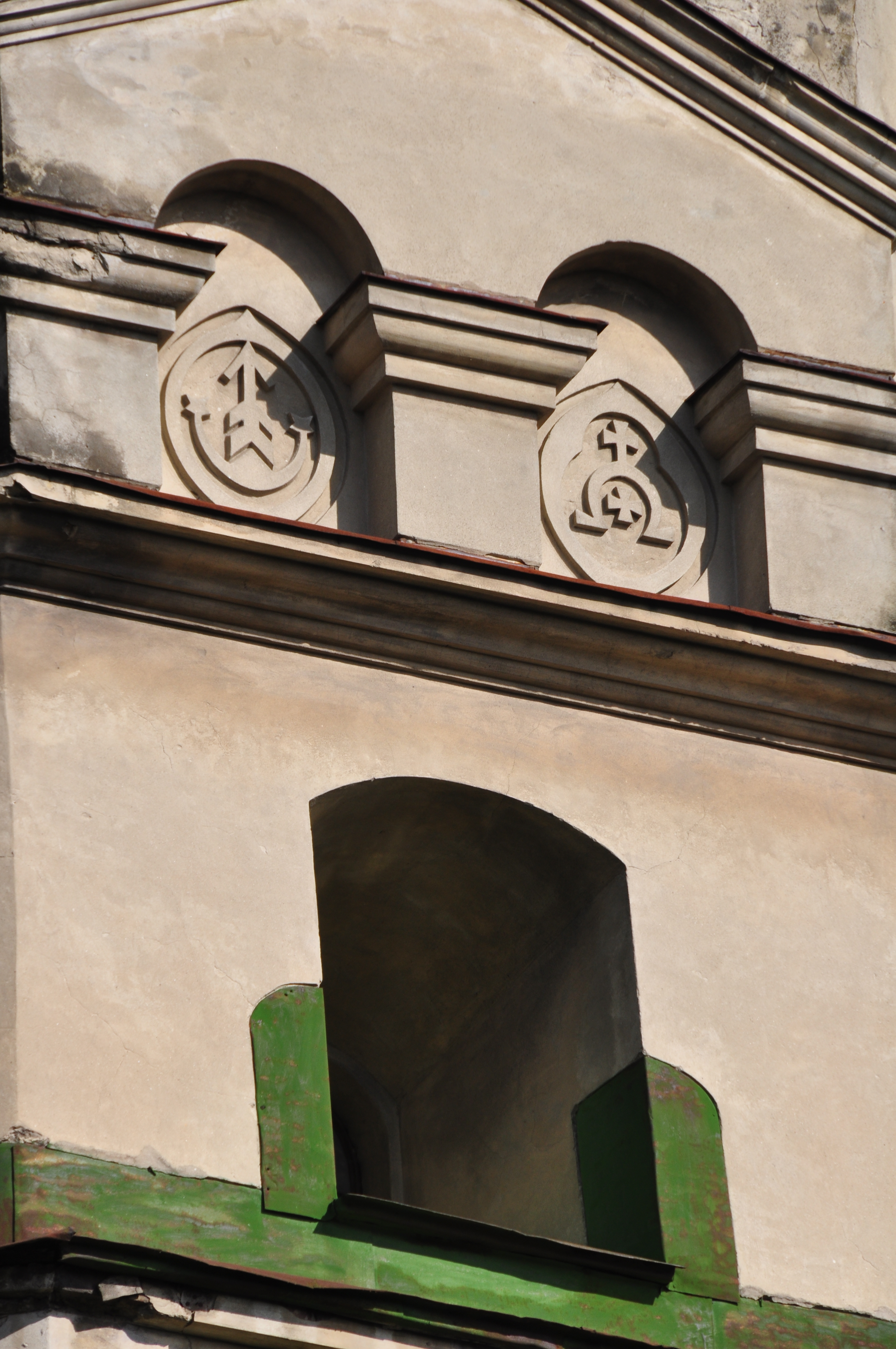
Herb Sas oraz Lubicz w Kościele Świętej Trójcy w Olesku
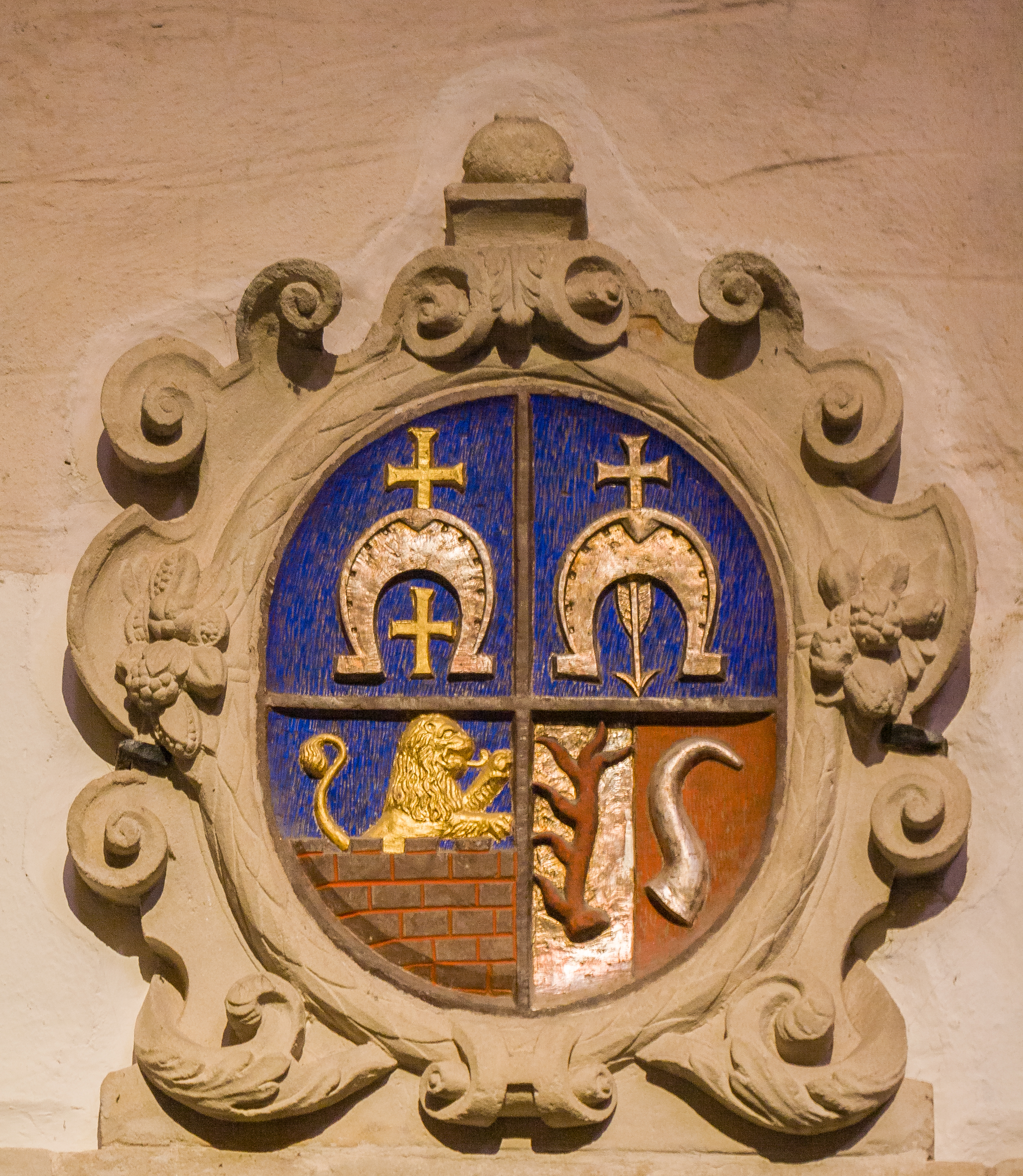
Kartusz herbowy z herbem Lubicz w katedrze gnieźnieńskiej
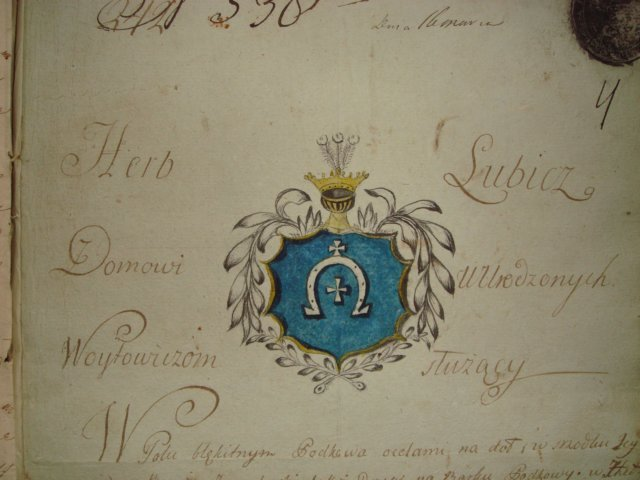
Herb Lubicz zamieszczony na XIX-wiecznym dokumencie rodziny Wojtowiczów
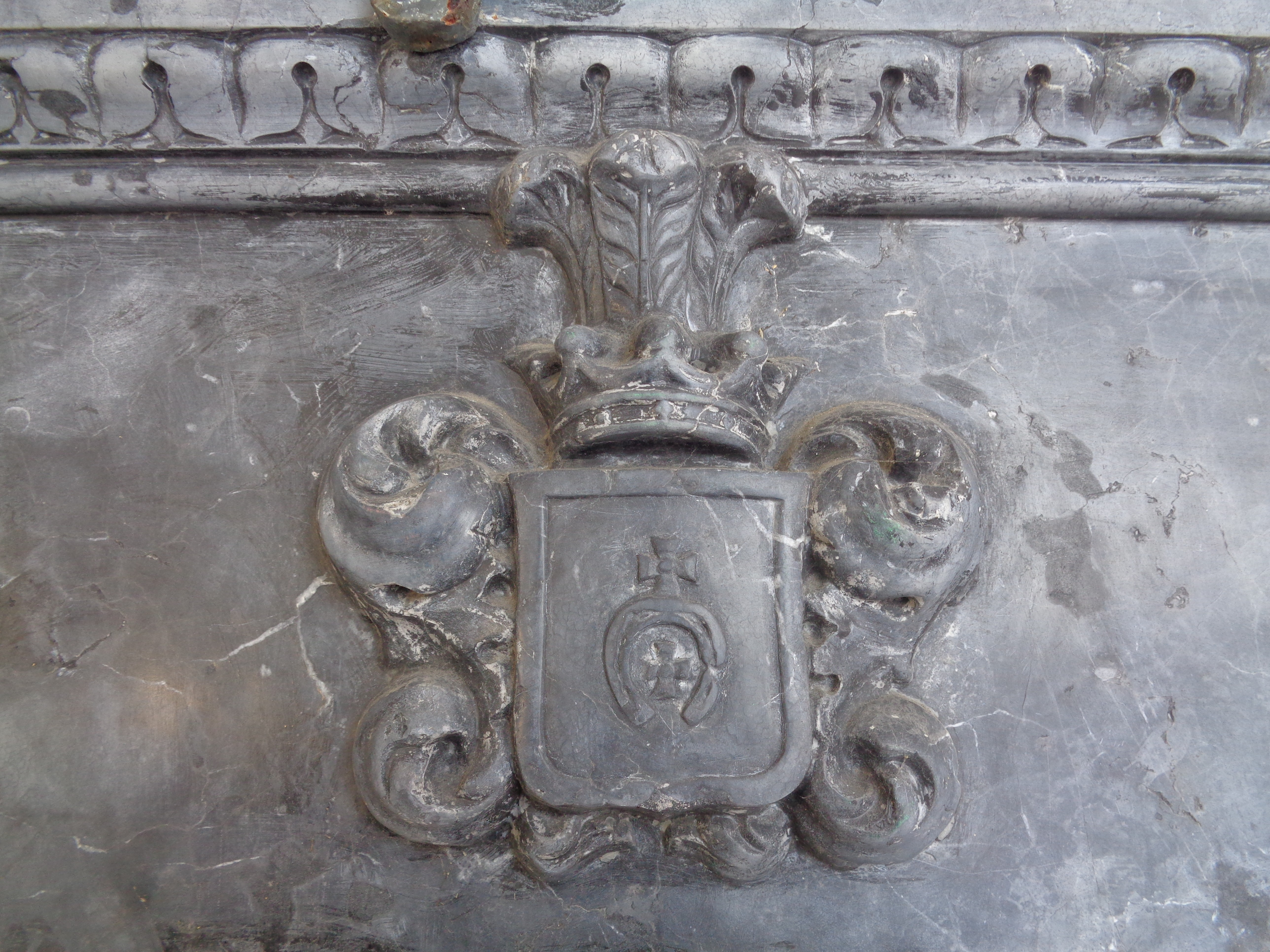
Detal z tablicy Antoniego Orłowskiego w Klasztorze Bernardynów w Skępem.
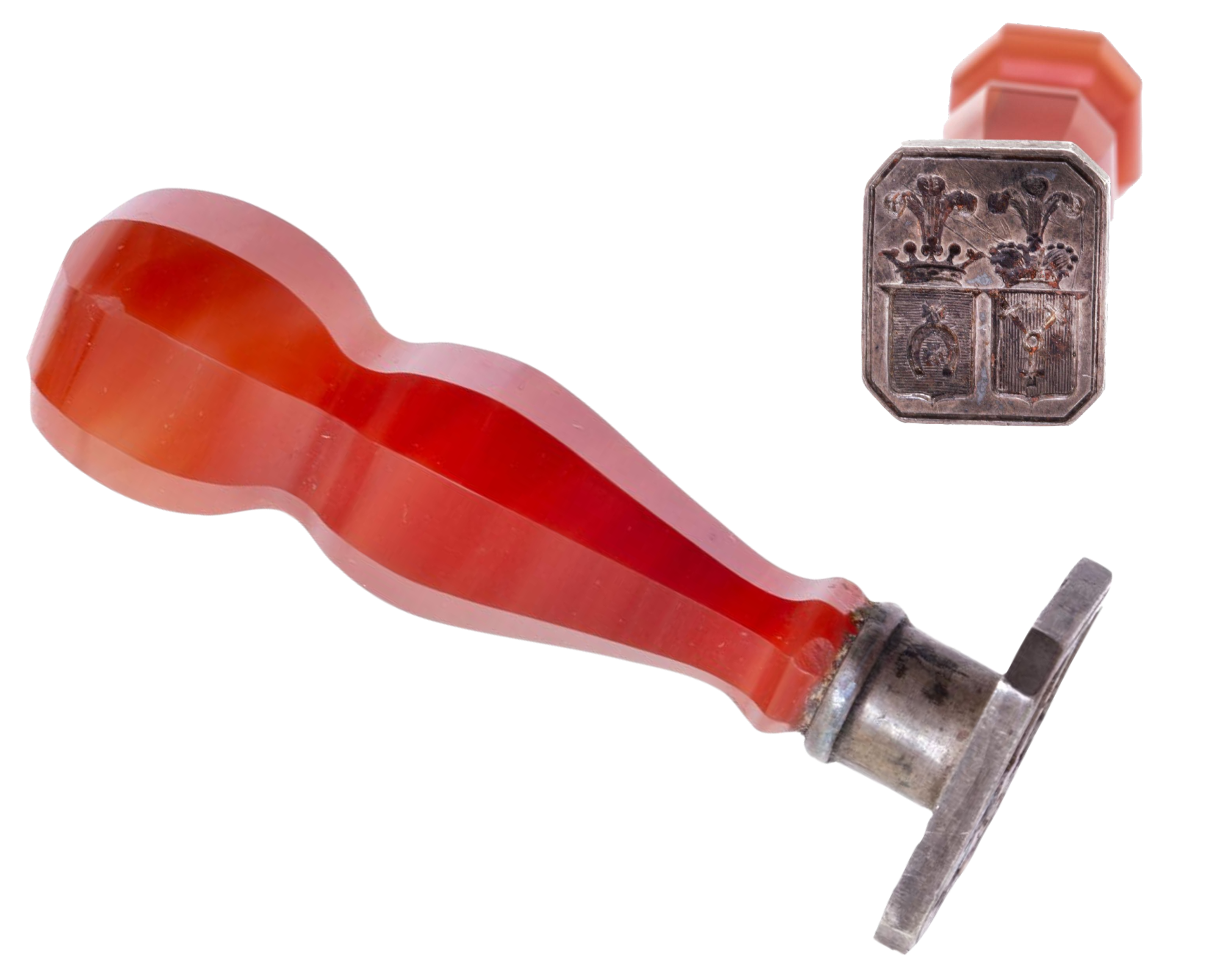
Pieczęć małżeńska z herbami Lubicz oraz Brodzic
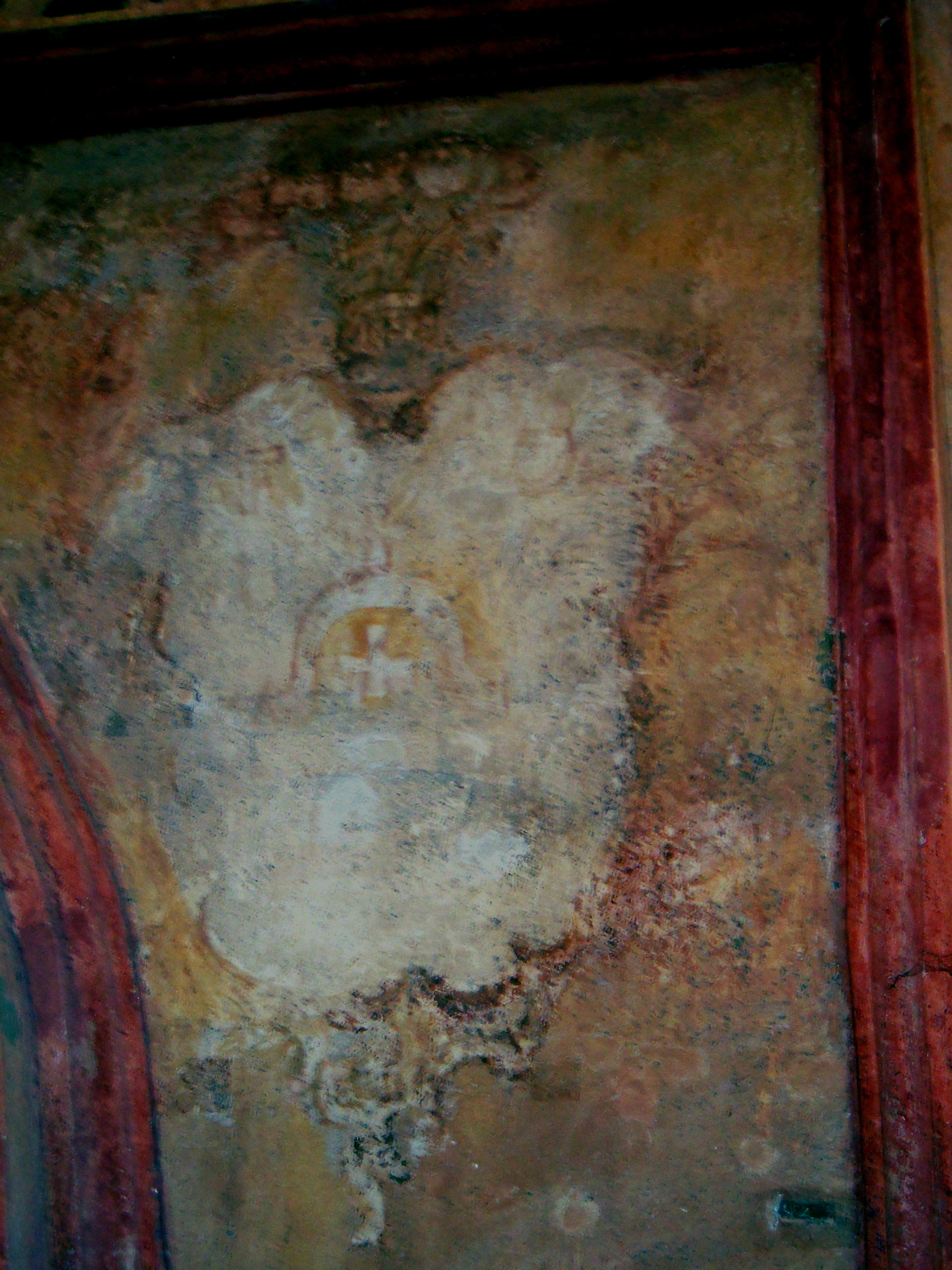
Niszczejący Lubicz w Konkatedrze Wniebowzięcia Najświętszej Maryi Panny w Mohylewie